# Камачо, Эдгар
Эдгар Камачо Омисте (исп. Edgar Camacho Omiste; 8 августа 1936, Оруро — 1 января 2013, Ла-Пас) — боливийский дипломат, министр иностранных дел (1970 и 1985).

## Биография
В 1961 г. окончил факультет права социальных и политических наук Университета Сан-Симона. Получил степень в области права и политических наук в боливийском Университете Сан-Андреса. В 1965 г. окончил Государственный автономный университет Мехико.
- 1965—1966 гг. — в Институте интеграции Латинской Америки, Межамериканском банке развития (Аргентина),
- 1966—1967 гг. — в системе МИД,
- 1967—1969 гг. — Постоянный представитель Боливии при Латиноамериканской ассоциации свободной торговли (Монтевидео, Уругвай),
- 1969—1970 гг. — заместитель,
- 1970 г. — министр иностранных дел Боливии. На этом посту принял участие в заседании министров иностранных дел в Вашингтоне, завершившемся подписанием совместной декларацией о борьбе с терроризмом. Ушел в отставку из-за смены власти в стране в результате военного переворота во главе с генералом Мирандой.
- 1971—1973 гг. — представитель в Андской корпорации развития (CAF) и исполнительных органах Картахенского соглашения, Андского пакта (Лима, Перу),
- 1973—1974 гг. — в Центре латиноамериканских исследований Кембриджского университета Великобритании,
- 1974—1977 гг. — профессор истории политической мысли и политических наук в университете Сан-Андрес,
- 1977—1978 гг. — начальник юридического департамента, генеральный секретарь Совета Картахенского соглашения,
- 1978—1982 гг. и с 1985 г. — возглавлял собственную консалтинговую организацию,
- 1982—1984 гг. — представитель в Совете Картахенского соглашения,
- январь-июль 1985 г. — министр иностранных дел Боливии,
- 1993—1996 гг. — представитель Боливии в ООН,
- 1996—1997 гг. — посол в Индии.
- 1998—2003 гг. — консультант по правовым вопросам международного института интеграции (Ла-Пас). Консультант Главного управления нефте-газодобывающей компании Hidroeléctrica Boliviana S.A., La Paz. Член Консультативного совета при Министерстве иностранных дел.
- 2004—2006 гг. — посол в Бразилии.

В 2011 г. участвовал в совещании, созванным президентом Эво Моралесом для обсуждения новой морской стратегии, которая позже стала основой для подачи иска в Международный суд в Гааге в связи с территориальными претензиями Боливии в адрес Чили.